# Љубиша Динчић
Љубиша Динчић (Лесковац, 1951) српски је новинар, драмски писац, приповедач, романсијер и песник.

## Биографија
Основно и средње образовање је стекао у родном граду. Радио као новинар и уредник у недељним новинама „Наша реч“. Био је главни и одговорни уредник фабричког листа „Лескотекс“ и дописник београдских медија. Његов позоришни комад „Државна тајна“ игран на сценама у Београду, Новом Саду, Крушевцу, Куманову и Лесковцу.
Монографијu „Школа поред реке“ је написао поводом 100-годишњице лесковачке Основне школе Светозар Марковић.

## Романи
- Уклето, Филекс, Лесковац 2004.
- Бела земља, Филекс, Лесковац 2004.[2]
- "Коб", Лесковац, 2016.

## Драме
- Државна тајна, Филекс, Лесковац 2002.
- Живео народ, Наша реч, Лесковац 2002.
- Прељубници, Филекс, Лесковац 2002.
- "Туго Бошке", монодрама, Лесковац, 2016.

## Монографија
- Школа поред реке, Филекс, Лесковац 2002.
- "Булевар поскока", збирка песама, Лесковац, 2016.

## Награде
- Октобарска награда Лесковца
- Октобарска награда Власотинца